# Sophonia rufitelum
Sophonia rufitelum är en insektsart som beskrevs av Walker 1870. Sophonia rufitelum ingår i släktet Sophonia och familjen dvärgstritar. Inga underarter finns listade i Catalogue of Life.